# Santiago Bellini
Santiago Bellini, vollständiger Name Santiago Bellini Noya, (* 19. September 1996 in Las Piedras) ist ein uruguayischer Fußballspieler.

## Karriere
Der 1,95 Meter große Offensivakteur Bellini stieß zur Apertura 2014 aus der dortigen Jugendmannschaft zum Kader des uruguayischen Erstligisten Montevideo Wanderers. In der Spielzeit 2014/15 wurde er zwölfmal (fünf Tore) in der Primera División und zweimal (kein Tor) in der Copa Libertadores 2015 eingesetzt. Während der Saison 2015/16 absolvierte er acht Erstligaspiele (kein Tor). In der Spielzeit 2016 stehen acht weitere Erstligaeinsätze (kein Tor) und einer (kein Tor) in der Copa Sudamericana 2016 für ihn zu Buche.